# Lomas Academy Buenos Aires
Lomas Academy – argentyński klub piłkarski z siedzibą w mieście Lomas de Zamora wchodzącym w skład zespołu miejskiego Buenos Aires.

## Osiągnięcia
- Mistrz Argentyny: 1896
- Wicemistrz Argentyny: 1895

## Historia
Klub Lomas Academy założony został w 1891 roku przez W. Wyata Haywarda, byłego nauczyciela szkoły Saint Andrew's. W 1894 Lomas Academy awansował do pierwszej ligi, gdzie następnie w 1895 roku zdobył tytuł wicemistrza kraju, a w 1896 roku tytuł mistrza Argentyny.
W 1897 roku klub nie wziął udziału w rozgrywkach, gdyż został dołączony do klubu Lomas Athletic Club. Część byłych zawodników Lomas Academy grała w drugim zespole Lomas Athletic. W 1898 w miejscu szkoły Lomas Academy powstała nowa szkoła - Memorial Barker School.